# ヒンバ族
ヒンバ族（ヒンバぞく、ヘレロ語: OvaHimba, アフリカーンス語: Himba）は、ナミビア北部クネネ州からアンゴラとの国境を成すクネネ川のアンゴラ側にかけて住む先住民。

## 概要
総人口はおよそ2万から5万人といわれている。ウシとヤギを育てながら生活している。

## 歴史
1904年、ドイツの軍人であるロタール・フォン・トロータが南西アフリカの先住民に対しジェノサイドを行い、9割の先住民が殺害されたといわれる。
1980年代に、大干ばつが発生し、放牧羊牛の9割が死んだ。住民の多くが放牧をあきらめ、都市部のスラム地帯で難民化した。
1990年のナミビア独立以降、ヒンバ族は政府の保護政策の下で放牧のほか、野生生物の保護や観光客向けに自然保護で生計を立てて生活している。

## 生活

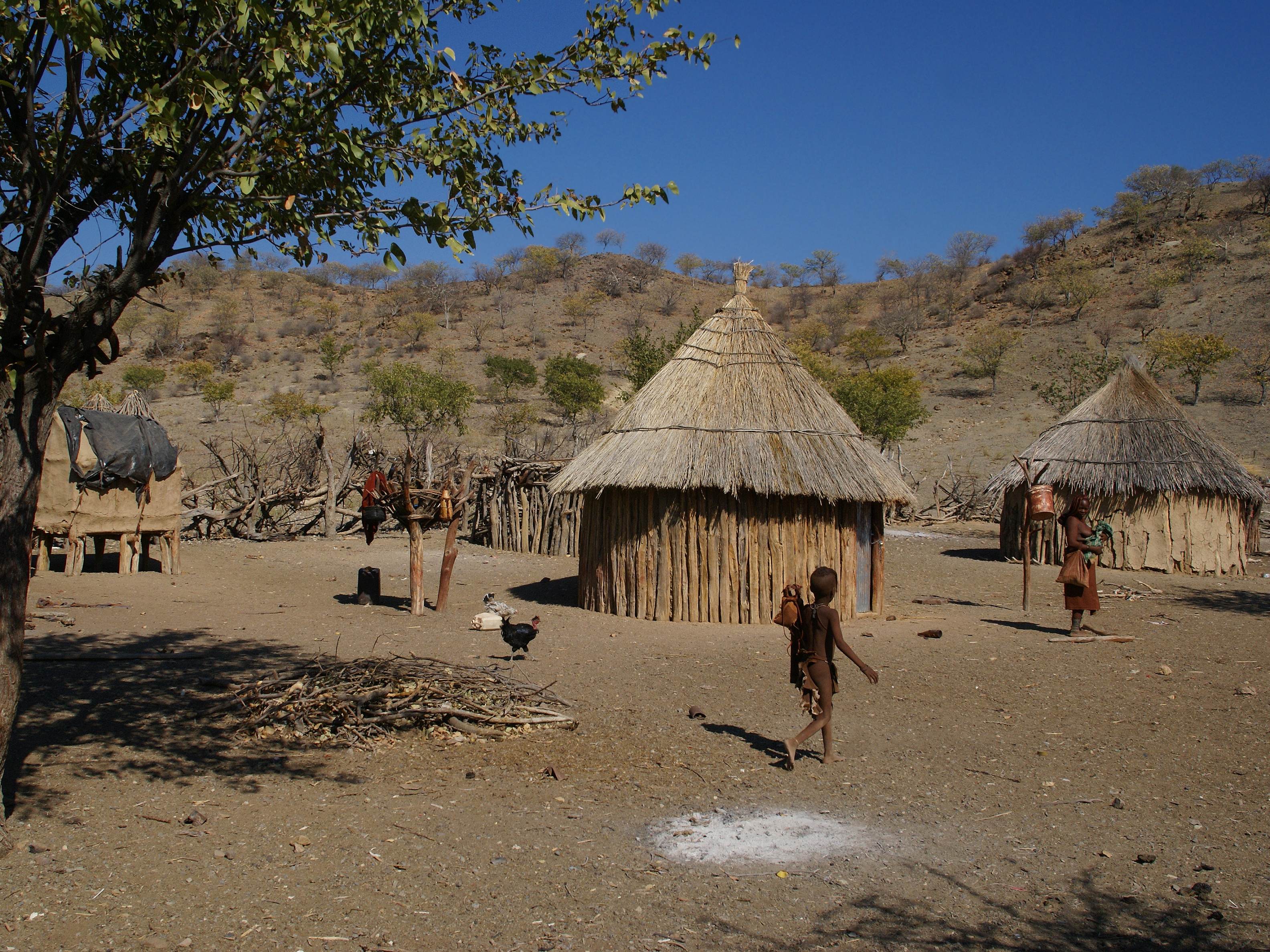
ヒンバ族の村

### 習慣
女性と子供が赤い泥と脂肪を混ぜたものを髪と肌に塗る習慣がある。